# Trathala nigra
Trathala nigra är en stekelart som först beskrevs av Szepligeti 1906.  Trathala nigra ingår i släktet Trathala och familjen brokparasitsteklar. Inga underarter finns listade i Catalogue of Life.